# Municipio di Köpenick
Il municipio di Köpenick (in tedesco Rathaus Köpenick) è la sede del distretto di Treptow-Köpenick. Si trova nella città vecchia del quartiere omonimo.

## Storia
Il Rathaus fu costruito nel 1901-04 come municipio dell'allora città di Cöpenick (oggi quartiere di Berlino).
Nel 1920, con la creazione della "Grande Berlino", il Rathaus ospitò la sede del distretto di Cöpenick (dal 1931 Köpenick).
Dal 2001 ospita la sede del distretto di Treptow-Köpenick.

## Architettura
Il Rathaus fu costruito su progetto degli architetti Hans Schütte e Hugo Kinzer in stile neogotico. La torre, di 54 m di altezza, costituisce un importante riferimento della città vecchia.
L'edificio fu ampliato nel 1926-27 e nel 1936-39.
Il Rathaus è stato posto nel 1982 sotto tutela monumentale (Denkmalschutz).